# Южно-боливийский кечуа
Южно-боливийский кечуа (Central Bolivian Quechua, Quechua Boliviano, South Bolivian Quechua) — диалект южного кечуа, у которого есть две разновидности:
- Южно-боливийский диалект, который распространён в горах и на равнинах в департаментах Кочабамба, Потоси, Чукисака, Оруро, Санта-Крус и Тариха в Боливии, в провинциях Сальта и Северо-Западный Жужуй; в провинции Буэнос-Айрес в Аргентине.
- Чилийский диалект, который распространён в северном втором регионе в Чили.

У южно-боливийского кечуа есть следующие диалекты или вернее говоры (на отдельные диалекты они никак не тянут): кочабамба, потоси и сукре, или чукисака, а также оруро.